# Esagrammi dell'I Ching
Segue la lista e la descrizione dei 64 esagrammi dell'I Ching:
| N° | Esagramma | Nome originale   | Nome italiano                              | Breve interpretazione | Parole chiave                                    |
| -- | --------- | ---------------- | ------------------------------------------ | --- | ------------------------------------------------ |
| 1  |           | 乾 (qián)        | Il Creativo                                | Altri nomi sono "il creativo", "azione forte", "la chiave" e "dio". Il trigramma interno (inferiore) è ☰ (乾 qián) forza = (天) paradiso, e il trigramma esterno è il medesimo. Rappresenta la forza maschile, il cielo, la creazione, l'iniziativa e la forza pura. È il massimo principio attivo. | Forza, Potere, Iniziativa.                       |
| 2  |           | 坤 (kūn)         | Il Ricettivo                               | Altre varianti includono "il ricettivo", "l'acquiescenza" e "il flusso". Il suo trigramma interno (inferiore) è ☷ (坤 kūn) campo = (地) terra, e il suo trigramma esterno (superiore) è identico. Simboleggia la forza femminile, la terra, la ricezione, la dedizione e la fertilità. È il massimo principio passivo. | Accoglienza, Sostegno, Nutrimento.               |
| 3  |           | 屯 (zhūn)        | La Difficoltà iniziale                     | Altre varianti includono "difficoltà all'inizio", "raccolta di sostegno" e "accaparramento". Il suo trigramma interno (inferiore) è ☳ (震 zhèn) shake = (雷) tuono, e il suo trigramma esterno (superiore) è ☵ (坎 kǎn) gorge = (水) acqua. Rappresenta l'acqua in movimento, la fluidità, la capacità di adattarsi e comunicare chiaramente. | Comunicazione, Adattabilità, Chiarezza.          |
| 4  |           | 蒙 (méng)        | La Stoltezza giovanile                     | Altre varianti includono "follia giovanile", "il giovane germoglio" e "scoperta". Il suo trigramma interno è ☵ (坎 kǎn) gola = (水) acqua. Il suo trigramma esterno è ☶ (艮 gèn) legato = (山) montagna. Simboleggia la stabilità e la solidità di una montagna. Richiede pazienza e resistenza di fronte alle sfide. | Immobilità, Stabilità, Pazienza.                 |
| 5  |           | 需 (xū)          | L'Attesa (il Nutrimento)                   | Altre varianti includono "in attesa", "inumidito" e "in arrivo". Il suo trigramma interno (inferiore) è ☰ (乾 qián) forza = (天) cielo, e il suo trigramma esterno (superiore) è ☵ (坎 kǎn) gola = (水) acqua. Invita a una paziente attesa e alla preparazione per affrontare le sfide future. | Pazienza, Preparazione, Saggezza.                |
| 6  |           | 訟 (sòng)        | La Lite                                    | Altre varianti includono "conflitto" e "causa". Il suo trigramma interno (inferiore) è ☵ (坎 kǎn) gola = (水) acqua, e il suo trigramma esterno (superiore) è ☰ (乾 qián) forza = (天) cielo. Rappresenta una situazione di conflitto o tensione che richiede una risoluzione equa. | Sfida, Confronto, Risoluzione.                   |
| 7  |           | 師 (shī)         | L'Esercito                                 | Altre varianti includono "l'esercito" e "le truppe". Il suo trigramma interno (inferiore) è ☵ (坎 kǎn) gola = (水) acqua e il suo trigramma esterno (superiore) è ☷ (坤 kūn) campo = (地) terra. Simboleggia l'organizzazione di un esercito, la disciplina e la forza derivante dall'unità. | Coordinazione, Organizzazione, Disciplina.       |
| 8  |           | 比 (bǐ)          | La Solidarietà                             | Altre varianti includono "tenere insieme" e "alleanza". Il suo trigramma interno (inferiore) è ☷ (坤 kūn) campo = (地) terra, e il suo trigramma esterno (superiore) è ☵ (坎 kǎn) gola = (水) acqua. Invita all'unità e alla coesione all'interno di un gruppo, promuovendo la solidarietà. | Unione, Coesione, Armonia.                       |
| 9  |           | 小畜 (xiǎo xù)   | La Forza domatrice del piccolo             | Altre varianti includono "il potere addomesticante del piccolo" e "piccolo raccolto". Il suo trigramma interno (inferiore) è ☰ (乾 qián) forza = (天) cielo, e il suo trigramma esterno (superiore) è ☴ (巽 xùn) terra = (風) vento. Rappresenta la forza che deriva dalla perseveranza e dalla costanza nelle piccole azioni. | Progresso Graduale, Determinazione, Persistenza. |
| 10 |           | 履 (lǚ)          | Il Procedere                               | Altre varianti includono "camminare (condotta)" e "continuare". Il suo trigramma interno (inferiore) è ☱ (兌 duì) aperto = (澤) palude, e il suo trigramma esterno (superiore) è ☰ (乾 qián) forza = (天) cielo. Simboleggia la prosperità e il successo che derivano da un comportamento corretto. | Successo, Ricchezza, Beneficio.                  |
| 11 |           | 泰 (tài)         | La Pace                                    | Altre varianti includono "pace" e "grandezza". Il suo trigramma interno (inferiore) è ☰ (乾 qián) forza = (天) cielo, e il suo trigramma esterno (superiore) è ☷ (坤 kūn) campo = (地) terra. Rappresenta un periodo di armonia e prosperità, suggerendo la necessità di mantenere l'equilibrio. | Equilibrio, Prosperità, Tranquillità.            |
| 12 |           | 否 (pǐ)          | Il Ristagno                                | Altre variazioni includono "fermo (stagnazione)" e "persone egoiste". Il suo trigramma interno (inferiore) è (坤 kūn) campo = (地) terra, e il suo trigramma esterno (superiore) è ☰ (乾 qián) forza = (天) cielo. Indica una situazione di stallo o blocco che richiede un'azione per superare gli ostacoli. | Blocco, Inerzia, Imbarazzo.                      |
| 13 |           | 同人 (tóng rén)  | L'Associazione tra uomini                  | Altre varianti includono "comunione con uomini" e "riunione di uomini". Il suo trigramma interno (inferiore) è ☲ (離 lí) radianza = (火) fuoco, e il suo trigramma esterno (superiore) è ☰ (乾 qián) forza = (天) cielo. Rappresenta il potere delle relazioni umane e la forza derivante dalla cooperazione. | Unione, Collettività, Cooperazione.              |
| 14 |           | 大有 (dà yǒu)    | Il Possesso grande                         | Altre varianti includono "il possesso in grande misura" e "il grande possesso". Il suo trigramma interno (inferiore) è ☰ (乾 qián) forza = (天) cielo, e il suo trigramma esterno (superiore) è ☲ (離 lí) radianza = (火) fuoco. Simboleggia il raggiungimento di una posizione di potere e prosperità. | Abbonanza, Ricchezza, Successo.                  |
| 15 |           | 謙 (qiān)        | La Modestia                                | Altre varianti includono "modestia". Il suo trigramma interno (inferiore) è (艮 gèn) legato = (山) montagna e il suo trigramma esterno (superiore) è ☷ (坤 kūn) campo = (地) terra. Invita a praticare l'umiltà e la moderazione, evitando l'eccesso di fiducia o ambizione. | Umiltà, Semplicità, Pazienza.                    |
| 16 |           | 豫 (yù)          | Il Fervore                                 | Altre variazioni includono "entusiasmo" e "eccesso". Il suo trigramma interno (inferiore) è ☷ (坤 kūn) campo = (地) terra, e il suo trigramma esterno (superiore) è ☳ (震 zhèn) shake = (雷) tuono. Rappresenta un periodo di gioia e celebrazione, incoraggiando l'espressione positiva delle emozioni. | Ottimismo, Celebrazione, Entusiasmo.             |
| 17 |           | 隨 (suí)         | Il Seguire                                 | Il suo trigramma interno (inferiore) è ☳ (震 zhèn) shake = (雷) tuono, e il suo trigramma esterno (superiore) è ☱ (兌 duì) open = (澤) palude. Suggerisce di adattarsi alle circostanze e di seguire saggiamente chi guida. | Adattamento, Seguire, Dipendenza.                |
| 18 |           | 蠱 (gŭ)          | L'Emendamento delle cose guaste            | Altre varianti includono "lavoro su ciò che è stato rovinato (decadimento)", decadimento e "ramo".[1] Il suo trigramma interno (inferiore) è ☴ (巽 xùn) ground = (風) wind, e il suo trigramma esterno (superiore) è ☶ (艮 gèn) bound = (山) mountain. Gu è il nome di un veleno a base di veleno tradizionalmente usato nella stregoneria cinese. Invita a eliminare ciò che è corrotto o negativo per promuovere la crescita e la purificazione. | Purificazione, Eliminazione, Trasformazione.     |
| 19 |           | 臨 (lín)         | L'Avvicinamento                            | Altre varianti includono "avvicinamento" e "la foresta". Il suo trigramma interno (inferiore) è ☱ (兌 duì) aperto = (澤) palude, e il suo trigramma esterno (superiore) è ☷ (坤 kūn) campo = (地) terra. Simboleggia il crescere costante e graduale, promuovendo lo sviluppo. | Sviluppo, Progresso, Avanzamento.                |
| 20 |           | 觀 (guān)        | La Contemplazione (la Visione)             | Altre varianti includono "contemplazione (vista)" e "guardare in alto". Il suo trigramma interno (inferiore) è ☷ (坤 kūn) campo = (地) terra, e il suo trigramma esterno (superiore) è ☴ (巽 xùn) suolo = (風) vento. Invita alla riflessione profonda e alla comprensione interiore. | Riflessione, Introspezione, Meditazione.         |
| 21 |           | 噬嗑 (shì kè)    | Il Morso che spezza                        | Altre varianti includono "mordere" e "mordere e masticare". Il suo trigramma interno (inferiore) è ☳ (震 zhèn) shake = (雷) tuono, e il suo trigramma esterno è ☲ (離 lí) radianza = (火) fuoco. Rappresenta la necessità di prendere decisioni audaci e agire con determinazione. | Decisione, Forza, Determinazione.                |
| 22 |           | 賁 (bì)          | L'Avvenenza                                | Altre varianti includono "grazia" e "lussuria". Il suo trigramma interno (inferiore) è ☲ (離 lí) radianza = (火) fuoco, e il suo trigramma esterno (superiore) è (艮 gèn) legato = (山) montagna. Suggerisce che l'armonia e la bellezza possono essere attraenti e influenti. | Attrazione, Carisma, Armonia.                    |
| 23 |           | 剝 (bō)          | La Frantumazione                           | Altre varianti includono "scindere" e "scuoiare". Il suo trigramma interno è ☷ (坤 kūn) campo = (地) terra, e il suo trigramma esterno è ☶ (艮 gèn) legato = (山) montagna. Indica una fase di transizione e adattamento a nuove circostanze. | Spostamento, Disconnessione, Ambiguità.          |
| 24 |           | 復 (fù)          | Il Ritorno (la Svolta)                     | Altre varianti includono "ritorno (il punto di svolta)". Il suo trigramma interno è ☳ (震 zhèn) shake = (雷) tuono, e il suo trigramma esterno è ☷ (坤 kūn) campo = (地) terra. Rappresenta la ciclicità della vita e la necessità di ritornare alle radici per progredire. | Ripetizione, Ciclo, Ritorno.                     |
| 25 |           | 無妄 (wú wàng)   | L'Innocenza (l'Inaspettato)                | Altre varianti includono "innocenza (l'imprevisto)" e "pestilenza". Il suo trigramma interno è ☳ (震 zhèn) shake = (雷) tuono, e il suo trigramma esterno è ☰ (乾 qián) forza = (天) cielo. Indica eventi inattesi che portano a cambiamenti significativi e nuove prospettive. | Sorpresa, Cambiamento, Novità.                   |
| 26 |           | 大畜 (dà xù)     | La Forza domatrice del piccolo             | Altre varianti includono "il potere di addomesticamento del grande", "grande deposito" e "energia potenziale". Il suo trigramma interno è ☰ (乾 qián) forza = (天) cielo, e il suo trigramma esterno è ☶ (艮 gèn) legato = (山) montagna. Rappresenta la forza del grande leader e la capacità di influenzare gli altri. | Autorità, Controllo, Leadership.                 |
| 27 |           | 頤 (yí)          | Gli Angoli della bocca                     | Altre varianti includono "gli angoli della bocca (che forniscono nutrimento)", "mascelle" e "comfort/sicurezza". Il suo trigramma interno è ☳ (震 zhèn) shake = (雷) tuono, e il suo trigramma esterno è ☶ (艮 gèn) legato = (山) montagna. Simboleggia il sostegno e il nutrimento necessari per la crescita e lo sviluppo. | Supporto, Nurturing, Crescita.                   |
| 28 |           | 大過 (dà guò)    | La Preponderanza del grande                | Altre variazioni includono "preponderanza del grande", "grande superamento" e "massa critica". Il suo trigramma interno è ☴ (巽 xùn) suolo = (風) vento, e il suo trigramma esterno è ☱ (兌 duì) aperto = (澤) palude. Avverte contro l'eccesso e l'abbondanza e sottolinea l'importanza dell'equilibrio. | Eccedenza, Eccesso, Superfluo.                   |
| 29 |           | 坎 (kǎn)         | L'Abissale (l'Acqua)                       | Altre varianti includono "l'abisso" (in senso oceanografico) e "intrappolamento ripetuto". Il suo trigramma interno è ☵ (坎 kǎn) gola = (水) acqua, e il suo trigramma esterno è identico. Indica la presenza di pericoli che richiedono cautela e preparazione. | Rischio, Caution, Prevenzione.                   |
| 30 |           | 離 (lí)          | L'Aderente (il Fuoco)                      | Altre varianti includono "l'attaccamento, il fuoco" e "la rete". Il suo trigramma interno è ☲ (離 lí) radianza = (火) fuoco, e il suo trigramma esterno è identico. L'origine del personaggio ha le sue radici nei simboli degli uccelli dalla coda lunga come il pavone o la leggendaria fenice. Invita a stabilizzare la situazione e costruire basi solide per il futuro.                                                                       | Stabilità, Fondamenta, Sicurezza.                |
| 31 |           | 咸 (xián)        | La Stimolazione (la Domanda di matrimonio) | Altre varianti includono "influenza (corteggiamento)" e "sentimenti". Il suo trigramma interno è ☶ (艮 gèn) legato = (山) montagna, e il suo trigramma esterno è ☱ (兌 duì) aperto = (澤) palude. Rappresenta l'avanzamento e il progresso, spingendo a perseguire gli obiettivi. | Progresso, Avanzamento, Crescita.                |
| 32 |           | 恆 (héng)        | La Durata                                  | Altre variazioni includono "durata" e "costanza". Il suo trigramma interno è ☴ (巽 xùn) ground = (風) wind, e il suo trigramma esterno è ☳ (震 zhèn) shake = (雷) thunder. Indica la forza derivante dalla perseveranza e dalla costanza nel perseguire gli obiettivi. | Perseveranza, Persistenza, Continuità.           |
| 33 |           | 遯 (dùn)         | La Ritirata                                | Altre varianti includono "ritirata" e "cedere". Il suo trigramma interno è ☶ (艮 gèn) legato = (山) montagna, e il suo trigramma esterno è ☰ (乾 qián) forza = (天) cielo. Suggerisce di ritirarsi strategicamente quando necessario e di prepararsi per il futuro. | Rinuncia, Recesso, Preparazione.                 |
| 34 |           | 大壯 (dà zhuàng) | La Potenza del grande                      | Altre varianti includono "il potere del grande" e "grande maturità". Il suo trigramma interno è ☰ (乾 qián) forza = (天) cielo, e il suo trigramma esterno è ☳ (震 zhèn) agitazione = (雷) tuono. Rappresenta la forza del grande leader e il potere che può essere utilizzato con saggezza. | Forza, Potere, Autorità.                         |
| 35 |           | 晉 (jìn)         | Il Progresso                               | Altre varianti includono "progress" e "aquas". Il suo trigramma interno è ☷ (坤 kūn) campo = (地) terra, e il suo trigramma esterno è ☲ (離 lí) radianza = (火) fuoco. Indica un periodo di crescita e progresso, incoraggiando a continuare nella direzione giusta. | Crescita, Sviluppo, Miglioramento.               |
| 36 |           | 明夷 (míng yí)   | L'Ottenebramento della luce                | Altre varianti includono "brillantezza ferita" e "intelligenza nascosta". Il suo trigramma interno è ☲ (離 lí) radianza = (火) fuoco, e il suo trigramma esterno è ☷ (坤 kūn) campo = (地) terra. Rappresenta un periodo di incertezza e confusione che richiede pazienza e chiarimento. | Confusione, Oscillazione, Incertezza.            |
| 37 |           | 家人 (jiā rén)   | La Casata                                  | Altre varianti includono "la famiglia (il clan)" e "i membri della famiglia". Il suo trigramma interno è ☲ (離 lí) radianza = (火) fuoco, e il suo trigramma esterno è ☴ (巽 xùn) terra = (風) vento. Simboleggia la forza derivante dai legami familiari e dalle relazioni stabili. | Parentela, Relazioni, Casa.                      |
| 38 |           | 睽 (kuí)         | La Contrapposizione                        | Altre varianti includono "opposizione" e "perversione". Il suo trigramma interno è ☱ (兌 duì) aperto = (澤) palude, e il suo trigramma esterno è ☲ (離 lí) radianza = (火) fuoco. Indica un periodo in cui l'opposizione è presente, richiedendo strategie per affrontarla. | Conflitto, Contrasto, Resistenza.                |
| 39 |           | 蹇 (jiǎn)        | L'Impedimento                              | Altre varianti includono "ostruzione" e "a piedi". Il suo trigramma interno è ☶ (艮 gèn) legato = (山) montagna, e il suo trigramma esterno è ☵ (坎 kǎn) gola = (水) acqua. Invita a superare l'incertezza e a prendere decisioni chiare e ponderate. | Incertezza, Dubbio, Indecisione.                 |
| 40 |           | 解 (xiè)         | La Liberazione                             | Altre varianti includono "liberazione" e "districato". Il suo trigramma interno è ☵ (坎 kǎn) gola = (水) acqua, e il suo trigramma esterno è ☳ (震 zhèn) shake = (雷) tuono. Rappresenta la necessità di affrontare le sfide e di trovare soluzioni efficaci. | Risoluzione, Risposta, Decisione.                |
| 41 |           | 損 (sǔn)         | La Diminuzione                             | Altre variazioni includono "diminuzione". Il suo trigramma interno è ☱ (兌 duì) aperto = (澤) palude, e il suo trigramma esterno è ☶ (艮 gèn) legato = (山) montagna. Indica una fase di diminuzione o perdita che richiede adattamento e attenzione. | Riduzione, Decadimento, Perdita.                 |
| 42 |           | 益 (yì)          | L'Accrescimento                            | Altre variazioni includono "aumento". Il suo trigramma interno è ☳ (震 zhèn) shake = (雷) tuono, e il suo trigramma esterno è ☴ (巽 xùn) ground = (風) vento. Suggerisce che il momento è favorevole per ottenere benefici e guadagni. | Vantaggio, Profitto, Guadagno.                   |
| 43 |           | 夬 (guài)        | Lo Straripamento (la Risolutezza)          | Altre varianti includono "risolutezza", "separazione" e "sfondamento". Il suo trigramma interno è ☰ (乾 qián) forza = (天) cielo, e il suo trigramma esterno è ☱ (兌 duì) aperto = (澤) palude. Invita a prendere decisioni rapide e ad agire con forza di volontà. | Decisione, Forza di Volontà, Perseveranza.       |
| 44 |           | 姤 (gòu)         | Il Farsi Incontro                          | Altre varianti includono "venire a incontrarsi" e "incontrarsi". Il suo trigramma interno è ☴ (巽 xùn) terra = (風) vento, e il suo trigramma esterno è ☰ (乾 qián) forza = (天) cielo. Rappresenta incontri significativi e connessioni che influenzano il percorso della vita. | Incontri, Unione, Coincidenza.                   |
| 45 |           | 萃 (cuì)         | La Raccolta                                | Altre varianti includono "radunare insieme (ammassare)" e "finito". Il suo trigramma interno è ☷ (坤 kūn) campo = (地) terra, e il suo trigramma esterno è ☱ (兌 duì) aperto = (澤) palude. Indica la maturazione dei frutti del lavoro e il successo ottenuto attraverso la perseveranza. | Raccolta, Recupero, Abbraccio.                   |
| 46 |           | 升 (shēng)       | L'Ascendere                                | Altre varianti includono "spingere verso l'alto". Il suo trigramma interno è ☴ (巽 xùn) terra = (風) vento, e il suo trigramma esterno è ☷ (坤 kūn) campo = (地) terra. Rappresenta un periodo di crescita e progresso che richiede coraggio e determinazione. | Ascesa, Progresso, Crescita.                     |
| 47 |           | 困 (kùn)         | L'Assillo (l'Esaurimento)                  | Altre varianti includono "oppressione (esaurimento)" e "impigliato". Il suo trigramma interno è ☵ (坎 kǎn) gola = (水) acqua, e il suo trigramma esterno è ☱ (兌 duì) aperto = (澤) palude. Indica una situazione di stallo che richiede l'eliminazione degli ostacoli per riprendere il progresso. | Blocco, Inattività, Fermo.                       |
| 48 |           | 井 (jǐng)        | Il Pozzo                                   | Altre varianti includono "il pozzo". Il suo trigramma interno è ☴ (巽 xùn) suolo = (風) vento, e il suo trigramma esterno è ☵ (坎 kǎn) gola = (水) acqua. Invita a esplorare le profondità della propria anima attraverso l'auto-riflessione e la ricerca interiore. | Introspezione, Scavare, Ricerca.                 |
| 49 |           | 革 (gé)          | Il Sovvertimento (la Muta)                 | Altre varianti includono "rivoluzione (muta)" e "la briglia". Il suo trigramma interno è ☲ (離 lí) radianza = (火) fuoco, e il suo trigramma esterno è ☱ (兌 duì) aperto = (澤) palude. Rappresenta un periodo di cambiamento che richiede flessibilità e adattamento. | Transizione, Mutamento, Adattamento.             |
| 50 |           | 鼎 (tǐng)        | Il Crogiolo                                | Altre varianti includono "il calderone". Il suo trigramma interno è ☴ (巽 xùn) terra = (風) vento, e il suo trigramma esterno è ☲ (離 lí) radianza = (火) fuoco. Simboleggia la preparazione e la trasformazione attraverso il nutrimento, sia fisico che spirituale. | Nutrimento, Cottura, Transformazione.            |
| 51 |           | 震 (zhèn)        | L'Eccitante (lo Scuotimento, il Tuono)     | Altre varianti includono "il risveglio (shock, tuono)" e "tuono". Entrambi i suoi trigrammi interni ed esterni sono ☳ (震 zhèn) shake = (雷) tuono. Rappresenta un momento di sconvolgimento che porta a una nuova fase di crescita e liberazione. | Scossa, Rottura, Liberazione.                    |
| 52 |           | 艮 (gèn)         | L'Arresto (la Quiete, il Monte)            | Altre varianti includono "fermo, montagna" e "fermo". Entrambi i suoi trigrammi interni ed esterni sono legati a ☶ (艮 gèn) = (山) montagna. Indica la possibilità di rinascita e recupero dopo periodi difficili. | Rinascita, Recupero, Nuovo Inizio.               |
| 53 |           | 漸 (jiàn)        | Lo Sviluppo (il Progresso grauale)         | Altre variazioni includono "sviluppo (progresso graduale)" e "avanzamento". Il suo trigramma interno è ☶ (艮 gèn) legato = (山) montagna, e il suo trigramma esterno è ☴ (巽 xùn) suolo = (風) vento. Suggerisce un progresso graduale e costante verso gli obiettivi. | Evoluzione, Sviluppo, Avanzamento.               |
| 54 |           | 歸妹 (guī mèi)   | La Ragazza che si sposa                    | Altre varianti includono "la fanciulla sposata" e "la fanciulla che ritorna". Il suo trigramma interno è ☱ (兌 duì) aperto = (澤) palude, e il suo trigramma esterno è ☳ (震 zhèn) shake = (雷) tuono. Rappresenta una fase di inizio e inesperienza, sottolineando l'importanza della purezza. | Inizio, Inesperienza, Purezza.                   |
| 55 |           | 豐 (fēng)        | L'Abbondanza                               | Altre variazioni includono "abbondanza" e "pienezza". Il suo trigramma interno è ☲ (離 lí) radianza = (火) fuoco, e il suo trigramma esterno è ☳ (震 zhèn) agitazione = (雷) tuono. Simboleggia un periodo di abbondanza e successo, invitando a godere dei frutti del proprio lavoro. | Prosperità, Ricchezza, Successo.                 |
| 56 |           | 旅 (lǚ)          | il Viandante                               | Altre varianti includono "il viandante" e "in viaggio". Il suo trigramma interno è ☶ (艮 gèn) legato = (山) montagna, e il suo trigramma esterno è ☲ (離 lí) radianza = (火) fuoco. Rappresenta il movimento costante e l'avanzamento verso nuove esperienze. | Movimento, Progresso, Avanzamento.               |
| 57 |           | 巽 (xùn)         | Il Mite (Il Penetrante, il Vento)          | Altre varianti includono "il gentile (il penetrante, vento)" e "calcoli". Entrambi i suoi trigrammi interni ed esterni sono ☴ (巽 xùn) suolo = (風) vento. Invita a superare ostacoli e a penetrare nelle difficoltà con saggezza. | Attraversare, Perforare, Superare.               |
| 58 |           | 兌 (duì)         | Il Sereno, il Lago                         | Altre varianti includono "il gioioso, lago" e "usurpazione". Entrambi i suoi trigrammi interni ed esterni sono ☱ (兌 duì) aperto = (澤) palude. Rappresenta la gioia che deriva dalla condivisione e dalla generosità. | Felicità, Estensione, Generosità.                |
| 59 |           | 渙 (huàn)        | La Dissoluzione (la Dispersione)           | Altre varianti includono "dispersione (dissoluzione)" e "dispersione". Il suo trigramma interno è ☵ (坎 kǎn) gola = (水) acqua, e il suo trigramma esterno è ☴ (巽 xùn) suolo = (風) vento. Rappresenta una fase di dispersione o separazione, suggerendo di focalizzarsi sulla riunificazione. | Separazione, Dispersione, Divaricazione.         |
| 60 |           | 節 (jié)         | La Delimitazione                           | Altre variazioni includono "limitazione" e "moderazione". Il suo trigramma interno è ☱ (兌 duì) aperto = (澤) palude, e il suo trigramma esterno è ☵ (坎 kǎn) gola = (水) acqua. Indica un periodo di restrizione che richiede disciplina e controllo per superare le difficoltà. | Limitazione, Controllo, Disciplina.              |
| 61 |           | 中孚 (zhōng fú)  | La Vertità interiore                       | Altre varianti includono "verità interiore" e "ritorno centrale". Il suo trigramma interno è ☱ (兌 duì) aperto = (澤) palude, e il suo trigramma esterno è ☴ (巽 xùn) suolo = (風) vento. Invita a seguire la propria verità interiore, mantenendo l'autenticità e cercando la comprensione profonda. | Autenticità, Integrità, Verità.                  |
| 62 |           | 小過 (xiǎo guò)  | La Preponderanza del piccolo               | Altre variazioni includono "preponderanza del piccolo" e "piccolo superamento". Il suo trigramma interno è ☶ (艮 gèn) legato = (山) montagna, e il suo trigramma esterno è ☳ (震 zhèn) shake = (雷) tuono. Rappresenta la forza della modestia e della gentilezza, suggerendo che la flessibilità può portare al successo. | Gentilezza, Modestia, Adattabilità.              |
| 63 |           | 既濟 (jì jì)     | Dopo il compimento                         | Altre varianti includono "dopo il completamento" e "già completato" o "già fatto". Il suo trigramma interno è ☲ (離 lí) radianza = (火) fuoco, e il suo trigramma esterno è ☵ (坎 kǎn) gola = (水) acqua. Simboleggia la conclusione di un ciclo e il successo raggiunto dopo gli sforzi perseveranti. | Realizzazione, Conclusione, Successo.            |
| 64 |           | 未濟 (wèi jì)    | Prima del compimento                       | Altre variazioni includono "prima del completamento" e "non ancora completato". Il suo trigramma interno è ☵ (坎 kǎn) gola = (水) acqua, e il suo trigramma esterno è ☲ (離 lí) radianza = (火) fuoco. Rappresenta una fase iniziale di preparazione prima del completamento di un progetto o di un ciclo. | Incompiuto, Preludio, Preparazione.              |